# Parc national de Kejimkujik
Vous lisez un « article de qualité » labellisé en 2011.
Le parc national de Kejimkujik est un parc national du Canada situé en Nouvelle-Écosse, à environ 174 km à l'ouest d'Halifax. Le parc, qui protège 404 km2, comporte deux secteurs. Le principal, dans une pénéplaine du Centre-Sud de la province, protège une forêt mixte, des cours d'eau et des lacs peu profonds. Il est riche de plusieurs espèces animales et végétales qui ne sont ordinairement présents que beaucoup plus au sud sur la côte atlantique. Le parc possède aussi une annexe sur l'océan Atlantique avec une côte découpée comportant deux lagunes et des plages où niche le pluvier siffleur.
Les terres du parc sont occupées depuis au moins 4 500 ans par les Micmacs et leurs aïeux, comme en témoignent 38 sites archéologiques et trois sites villageois micmacs. Il comporte aussi quatre sites de pétroglyphes — l'un des plus importants regroupements de l'est de l'Amérique du Nord. Partiellement abandonné à l'arrivée des Français en Acadie, les Micmacs sont retournés sur le site au cours du XIXe siècle pour tenter d'en cultiver le sol avant de servir par la suite de guides de chasse et de pêche.
La partie centrale a été reconnue en 1994 comme lieu historique national en tant que paysage culturel commémorant la vie des Micmacs en ces lieux.
La région du parc a servi au cours du XIXe siècle pour l'agriculture, l'exploitation forestière et a même connu une petite ruée vers l'or. À partir du début du XXe siècle, plusieurs clubs de chasse et de pêche s'installent sur le territoire, ouvrant ainsi le temps de sa vocation touristique. Le parc a été créé en 1967 à la suite d'une entente fédérale-provinciale officialisée en 1974.
Administré par Parcs Canada, le parc est fréquenté par 54 000 visiteurs par an. Depuis 2001, le parc est inclus comme aire centrale de la réserve de biosphère de Southwest Nova, reconnue par l'UNESCO. Il est aussi reconnu comme réserve de ciel étoilé par la société royale d'astronomie du Canada et son annexe côtière fait partie d'une zone importante pour la conservation des oiseaux.

## Toponymie
Bien que Kejimkujik soit un toponyme d'origine incontestablement micmaque, sa signification reste nébuleuse. Une première signification pourrait être « place qui se gonfle » qui décrirait le caractère houleux du lac. La seconde signification possible serait « passage étroit » qui décrit l'émissaire étroit du lac Kejimkujik sur la rivière Mersey. Finalement, il s'agirait du « lac des bons esprits » ou « lac aux fées ». Le nom micmac pour fée est Cegemecaga, qui est assez proche de Kejimkujik ; le lac a aussi déjà porté le nom de lac Fairy.

## Géographie

Carte du parc national de Kejimkujik

### Localisation
Le parc national de Kejimkujik est divisé en deux secteurs distincts faisant au total 403,7 km2. Le premier est situé au centre-ouest de la Nouvelle-Écosse et a une superficie de 384,22 km2. Son territoire est centré autour du lac Kejimkujik et est partagé entre le comté d'Annapolis, la municipalité du district de Digby et la municipalité régionale de Queens. Il est situé à 174 km à l'ouest de Halifax, à 190 km au nord-est de Yarmouth et à 86 km au sud-est de Digby.
Le parc possède aussi une annexe côtière située à 50 km au sud-sud-est de la section principale. Elle a une superficie de 19,48 km2, dont 2,7 km2 sont situés en milieux marins. Elle est entièrement dans Queens, entre les villages de Port Joli et Port Mouton. Elle se trouve à 185 km au sud-est de Halifax et à 173 km à l'ouest de Yarmouth.
Le secteur central partage sa limite occidentale avec l'aire sauvage Tobeatic, qui est la plus grande aire protégée terrestre de la province, et sa limite sud-ouest avec l'aire sauvage de la Rivière-Shelburne.

### Géologie

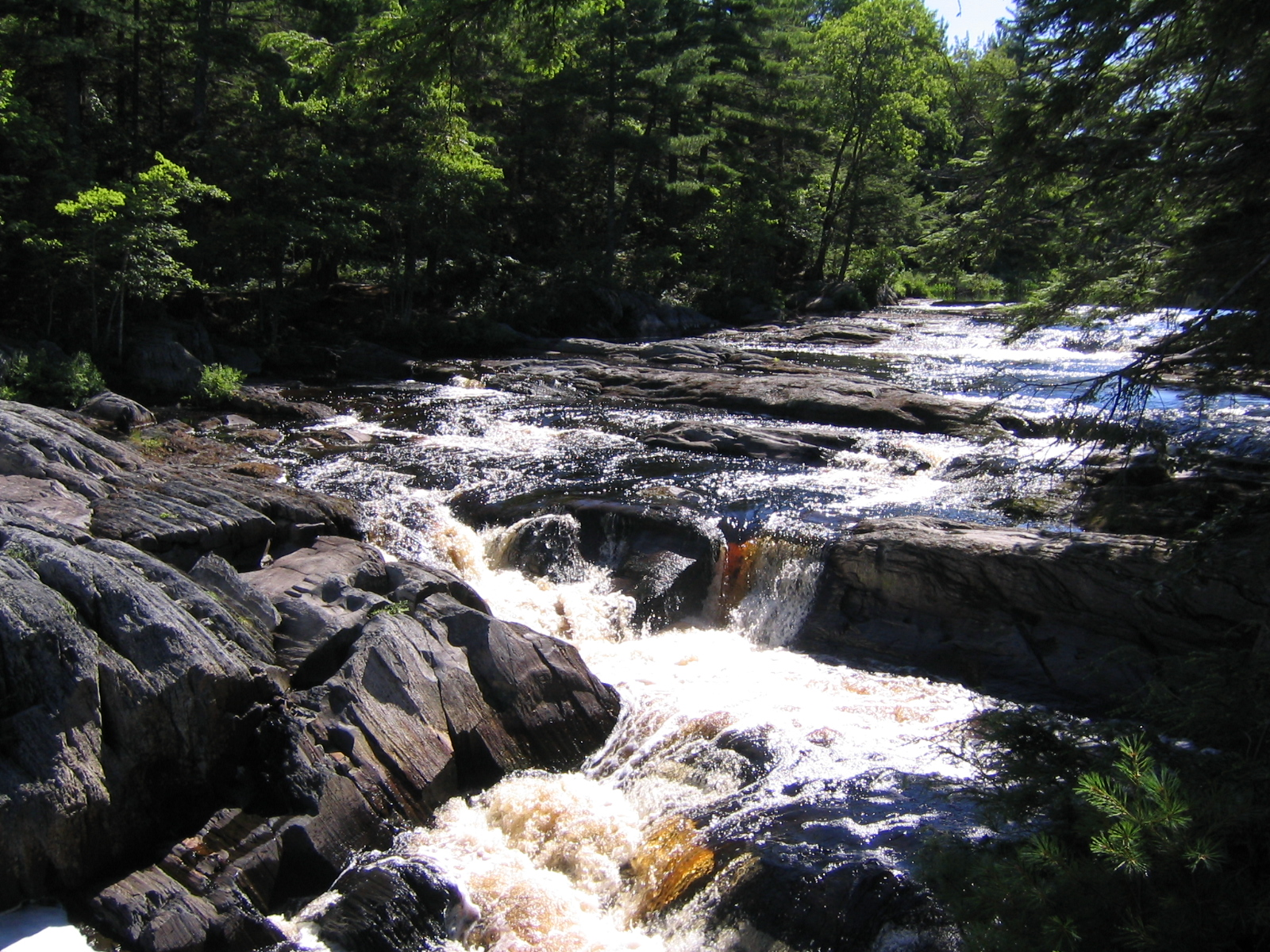
Chutes Mill sur la rivière Mersey.

Comme pour le reste des régions du Sud de la Nouvelle-Écosse, le parc est situé dans la zone de Meguma. Cette dernière est composée de quartzite et d'ardoise provenant de sédiments qui se sont déposés sur la marge continentale du Gondwana entre le Cambrien et le Devonien. Ces sédiments se sont ensuite ajoutés à Laurussia lors de l'orogenèse acadienne et ont été métamorphisés par la chaleur et la pression. L'ouest du parc fait quant à lui partie du batholite de South Mountain, qui avec sa superficie de 10 000 km2, est la plus grande intrusion de roche granitique des Appalaches. Cette dernière s'est formée il y a environ 370 millions d'années lors de l'orogenèse acadienne par l'intrusion de magma dans les sédiments de la zone de Meguma. Quant à l'annexe côtière, on retrouve le même ensemble de grès et de siltstone avec une plus petite intrusion de granite.
La Nouvelle-Écosse a connu au moins quatre glaciations au cours du Quaternaire. La dernière, le Wisconsinien, a débuté il y a environ 100 000 ans et l'inlandsis s'est retiré il y a environ 11 000 ans. Cette dernière glaciation a laissé dans le parc de nombreuses formes glaciaires dont des drumlins, des blocs erratiques et des eskers. La présence de nombreux lacs peu profonds est aussi une résultante de la glaciation. L'un des attraits de l'annexe côtière est la transgression marine due à l'isostasie qui a été de 35 m depuis la fin de la dernière la dernière glaciation.

### Hydrographie et relief

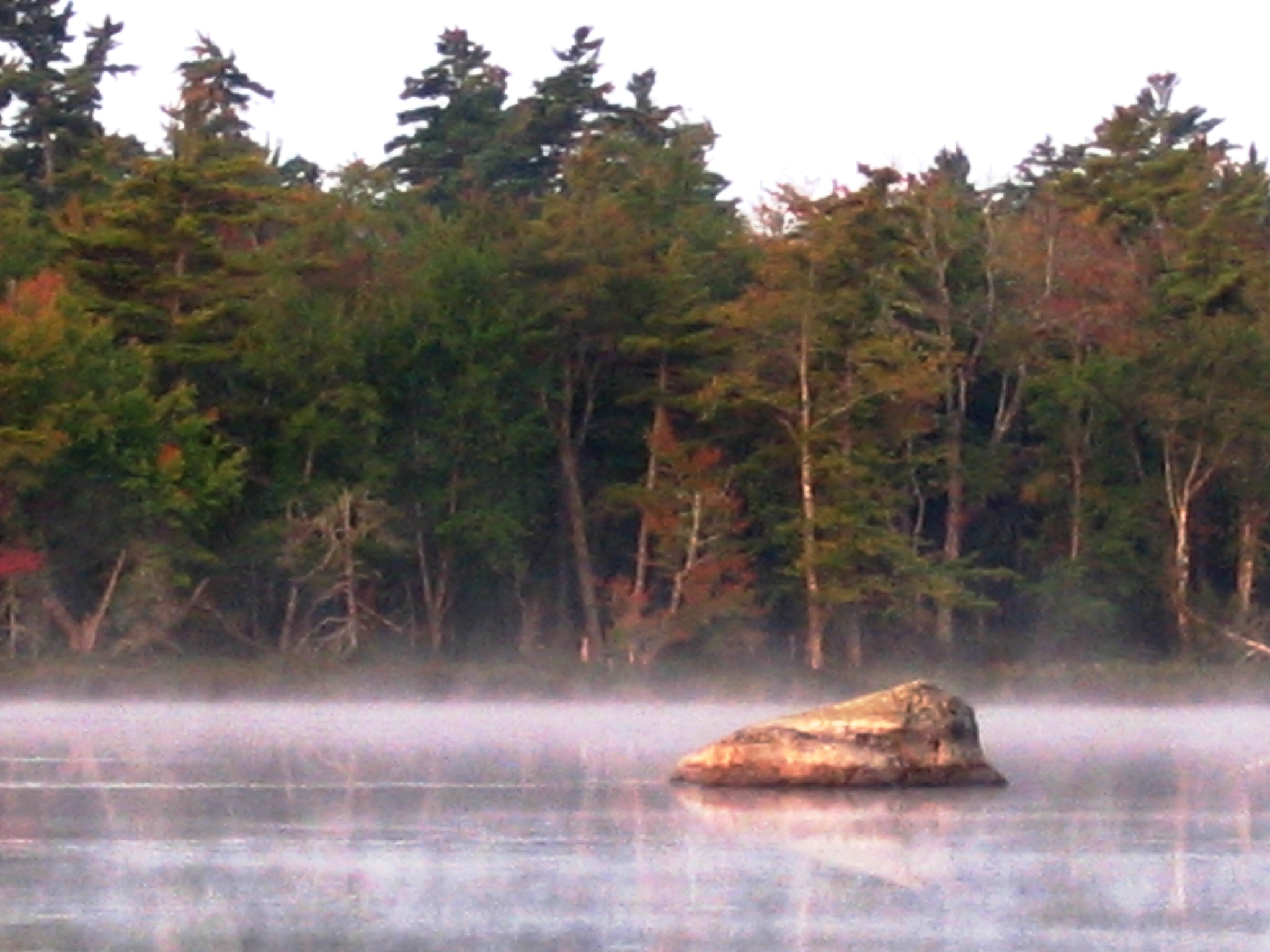
Lac Frozen Ocean à l'aube

Le réseau hydrographique du secteur principal est constitué de 46 lacs et de 30 cours d'eau. La totalité des cours d'eau font partie du bassin de la rivière Mersey, qui s'écoule vers le sud-est vers l'océan Atlantique. La plupart des lacs sont peu profonds. Le plus grand, le lac Kejimkujik, couvre une superficie de 26,3 km2 et a une profondeur maximale de 19,2 m.
L'annexe côtière comprend deux lagunes séparées de l'océan Atlantique par des flèches littorales soit celle de la baie St. Catherines River (142 ha) et du Petit port Joli (125 ha). Les marées varient généralement de 0,3 m à 1,5 m.
La partie intérieure du parc est située dans une pénéplaine qui ne varie que de 100 m entre le mont Tom (180 m) et le point le plus bas,. Quant à l'annexe côtière, elle a un dénivelé d'environ 30 m entre son sommet et le niveau de la mer.

### Climat
L'aire centrale a un climat particulier par rapport au reste de la Nouvelle-Écosse. Son éloignement par rapport à la côte rend les hivers plus froids et moins longs et les étés plus chauds par rapport à cette dernière. La moyenne estivale pour l'intérieur de la province est de 14,5 °C et la moyenne hivernale de −1,5 °C. Le parc a en moyenne 140 jours de précipitations par année, dont 36 jours de neige. L'annexe maritime reçoit moins de précipitations que l'intérieur (en particulier de neige) mais en contrepartie plus de jours de pluie et de jours sans gel.
| Mois                              | jan.  | fév.  | mars  | avril | mai   | juin | jui.  | août | sep. | oct.  | nov.  | déc.  | année   |
| --------------------------------- | ----- | ----- | ----- | ----- | ----- | ---- | ----- | ---- | ---- | ----- | ----- | ----- | ------- |
| Température minimale moyenne (°C) | −11   | −10,8 | −6,2  | −0,6  | 4,3   | 9    | 12,4  | 11,9 | 7,2  | 2,5   | −1,1  | −7,3  | 0,9     |
| Température moyenne (°C)          | −6,1  | −5,6  | −1,1  | 4,7   | 10,5  | 15,2 | 18,4  | 17,9 | 13,3 | 7,9   | 3,2   | −2,8  | 6,3     |
| Température maximale moyenne (°C) | −1,1  | −0,5  | 4,1   | 10    | 16,7  | 21,4 | 24,3  | 23,9 | 19,4 | 13,3  | 7,5   | 1,7   | 11,7    |
| Précipitations (mm)               | 147,7 | 108,5 | 128,9 | 116,2 | 100,6 | 96,2 | 103,6 | 87   | 93   | 112,2 | 148,6 | 156,8 | 1 399,1 |
| dont neige (cm)                   | 71,7  | 53,4  | 39,1  | 12,9  | 0,7   | 0    | 0     | 0    | 0    | 2,3   | 12,3  | 51,2  | 243,7   |

## Milieu naturel

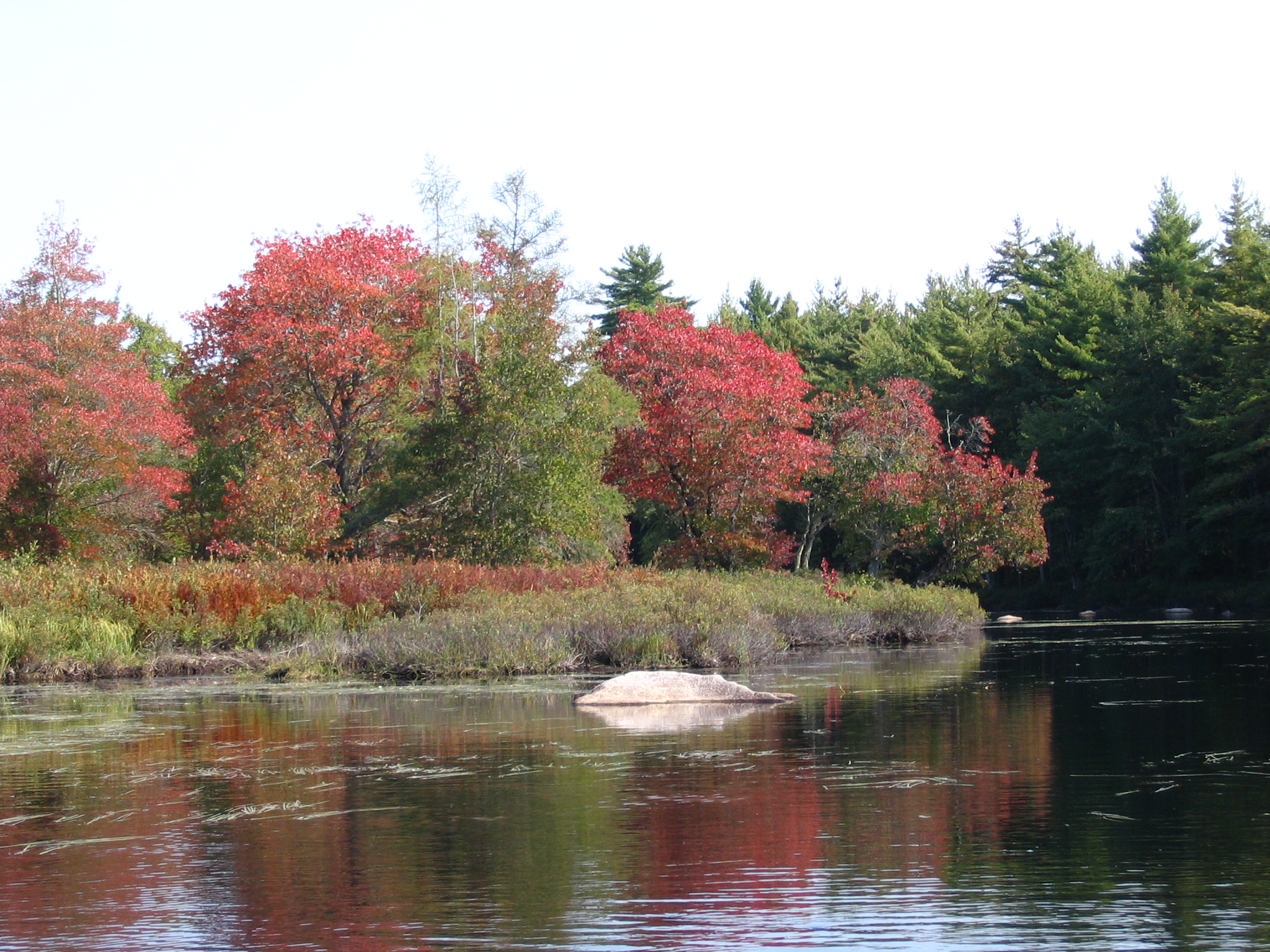
Forêt mixte sur le ruisseau Still en automne.

Selon la commission de coopération environnementale, le parc est situé dans l'écorégion de niveau III des Appalaches du Nord et des plateaux de Maritimes des forêts septentrionales,. Le cadre écologique canadien inclut la partie intérieure dans l'écorégion des hautes-terres du Sud-Ouest de la Nouvelle-Écosse. Cette région est caractérisée par ses étés chauds et ses hivers doux et neigeux. Elle est la région la plus humide des provinces Maritimes. La forêt est une forêt mixte peuplée d'épinette rouge, d'épinette noire, de pruche du Canada, de pin blanc, de pin rouge, de bouleau à papier, d'érable rouge et de chêne rouge. L'annexe côtière est quant à elle incluse dans l'écorégion de la côte de l'Atlantique. Elle est la région ayant la plus grande période sans gel des Maritimes, mais est en contrepartie exposée à des vents violents. Elle connait des étés frais et humides et des hivers doux et humides. Elle est composée d'une forêt de conifères peuplée d'épinette blanche, d'épinette noire et de sapin baumier. Finalement, selon le classement du fonds mondial pour la nature, elle est située dans l'écorégion des forêts de la Nouvelle-Angleterre et de l'Acadie.
L'annexe côtière fait partie de la zone importante pour la conservation des oiseaux du South Shore (secteur de Port Joli) pour sa population de pluvier siffleur et d'arlequin plongeur et comme halte migratoire pour la bernache du Canada.

### Flore
Kejimkujik renferme 544 espèces de plantes vasculaires. Le milieu forestier est composé d'une forêt mixte. Les principaux arbres que l'on rencontre dans le parc sont l'érable à sucre (Acer saccharum), l'érable rouge (Acer rubrum), le bouleau jaune (Betula alleghaniensis), le pin blanc (Pinus strobus) et la pruche du Canada (Tsuga canadensis). Les plantes de sous-bois des forêts de feuillus sont la violette cucullée (Viola cucullata), la trientale boréale (Trientalis borealis), le streptope rose (Streptopus lanceolatus), la conopholis d'Amérique (Conopholis americana). Les forêts mixtes sont quant à elles accompagnées par le quatre-temps (Cornus canadensis), la clintonie boréale (Clintonia borealis), la linnée boréale (Linnaea borealis), la trille ondulé (Trillium undulatum) et la coptide trifoliolée (Coptis trifolia). Les tourbières et les milieux riverains sont quant à eux accompagnés par le rhododendron du Canada (Rhododendron canadense), l'andromède glauque (Andromeda glaucophylla), le kalmia à feuilles d'andromède (Kalmia polifolia) et l'airelle à gros fruits (Vaccinium macrocarpon). On retrouve aussi dans le parc plusieurs espèces d'orchidées dont le cypripède acaule (Cypripedium acaule), la goodyérie panachée (Goodyera tesselata), la corallorhize trifide (Corallorhiza trifida), la corallorhize maculée (Corallorhiza maculata), le calopogon tubéreux (Calopogon tuberosus), la pogonie langue-de-serpent (Pogonia ophioglossoides) et la platanthère claviforme (Platanthera clavellata). On y retrouve aussi une plante menacée, l'hydrocotyle à ombelle (Hydrocotyle umbellata), du fait qu'elle n'est présente que dans deux lacs du pays, dont le lac Kejimkujik,.

### Faune

#### Mammifères

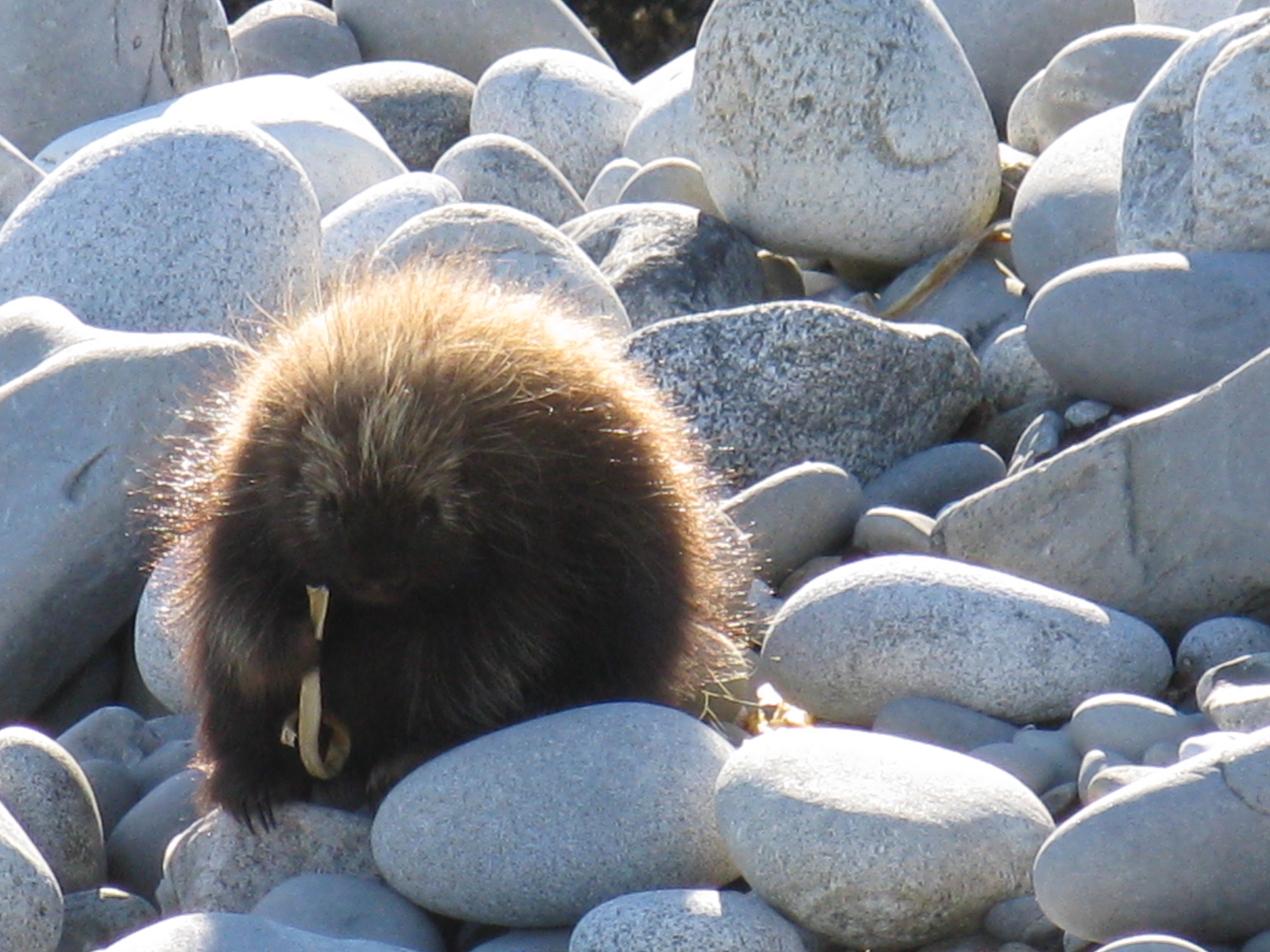
Porc-épic d'Amérique

35 espèces de mammifères sont dénombrées dans le secteur central et 16 espèces de mammifères terrestres dans l’annexe côtière. Il y a deux espèces de cervidés dans le parc. Le cerf de Virginie (Odocoileus virginianus) est le plus abondant tandis que l'orignal (Alces americanus) est présent au sud et à l'ouest de l'aire centrale et dans l'annexe maritime. Le parc a aussi abrité par le passé une population de caribou (Rangifer tarandus), mais ce dernier a disparu de la province à la fin du XIXe siècle,. Les carnivores sont représentés par l'ours noir (Ursus americanus), le coyote (Canis latrans), le renard roux (Vulpes vulpes), le lynx roux (Lynx rufus), le raton laveur (Procyon lotor), l'hermine (Mustela erminea), le vison d'Amérique (Neovison vison), la martre d'Amérique (Martes americana), le pékan (Martes pennanti), la mouffette rayée (Mephitis mephitis) et la loutre de rivière (Lontra canadensis),. Les petits mammifères du parcs sont l'écureuil roux (Tamiasciurus hudsonicus), le tamia rayé (Tamias striatus), le petit polatouche (Glaucomys volans), le grand polatouche (Glaucomys sabrinus), le castor du Canada (Castor canadensis), la souris sylvestre (Peromyscus maniculatus), la souris à pattes blanches (Peromyscus leucopus), le campagnol-lemming de Cooper (Synaptomys cooperi), le campagnol de Gapper (Myodes gapperi), le campagnol des prés (Microtus pennsylvanicus), le rat musqué (Ondatra zibethicus), la souris-sauteuse des champs (Zapus hudsonius), la souris sauteuse des bois (Napaeozapus insignis), le porc-épic d'Amérique (Erethizon dorsatum), le lièvre d'Amérique (Lepus americanus), la musaraigne cendrée (Sorex cinereus), la musaraigne fuligineuse (Sorex fumeus), la musaraigne palustre (Sorex palustris), la musaraigne pygmée (Sorex hoyi), la grande musaraigne (Blarina brevicauda) et le condylure à nez étoilé (Condylura cristata). Les chauve-souris observées sont le parc sont le vespertilion brun (Myotis lucifugus), le vespertilion nordique (Myotis septentrionalis), la pipistrelle de l'Est (Pipistrellus subflavus), la chauve-souris rousse (Lasiurus borealis) et la chauve-souris cendrée (Lasiurus cinereus).

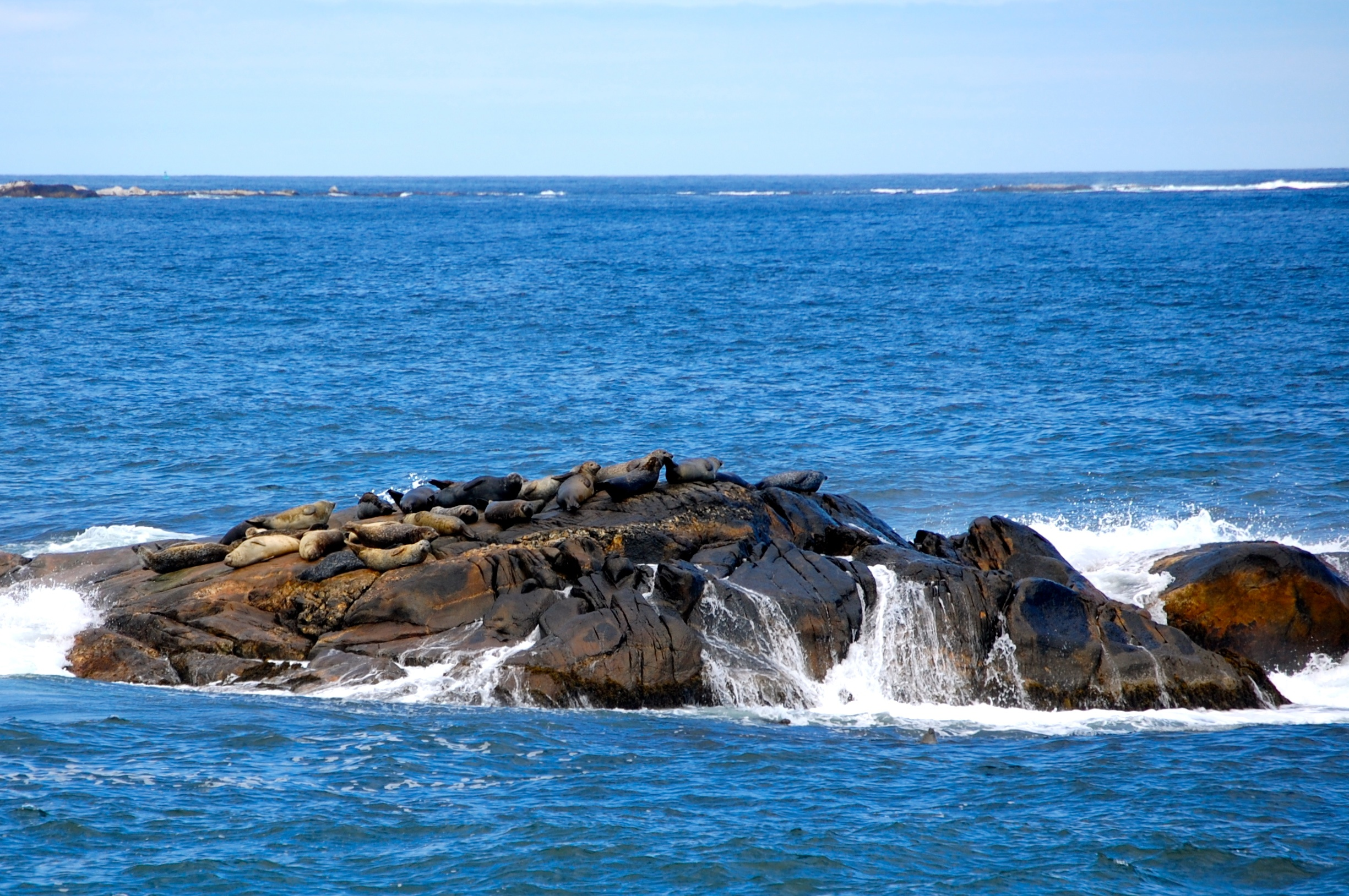
Phoques communs sur un rocher.

Les eaux territoriales du sud de la Nouvelle-Écosse sont visitées par 14 espèces de baleines, de marsouins et de dauphins, mais ces derniers sont rarement visibles depuis la côte. L'annexe côtière est quand même fréquentée par le phoque gris (Halichoerus grypus) et le phoque commun (Phoca vitulina).

#### Oiseaux

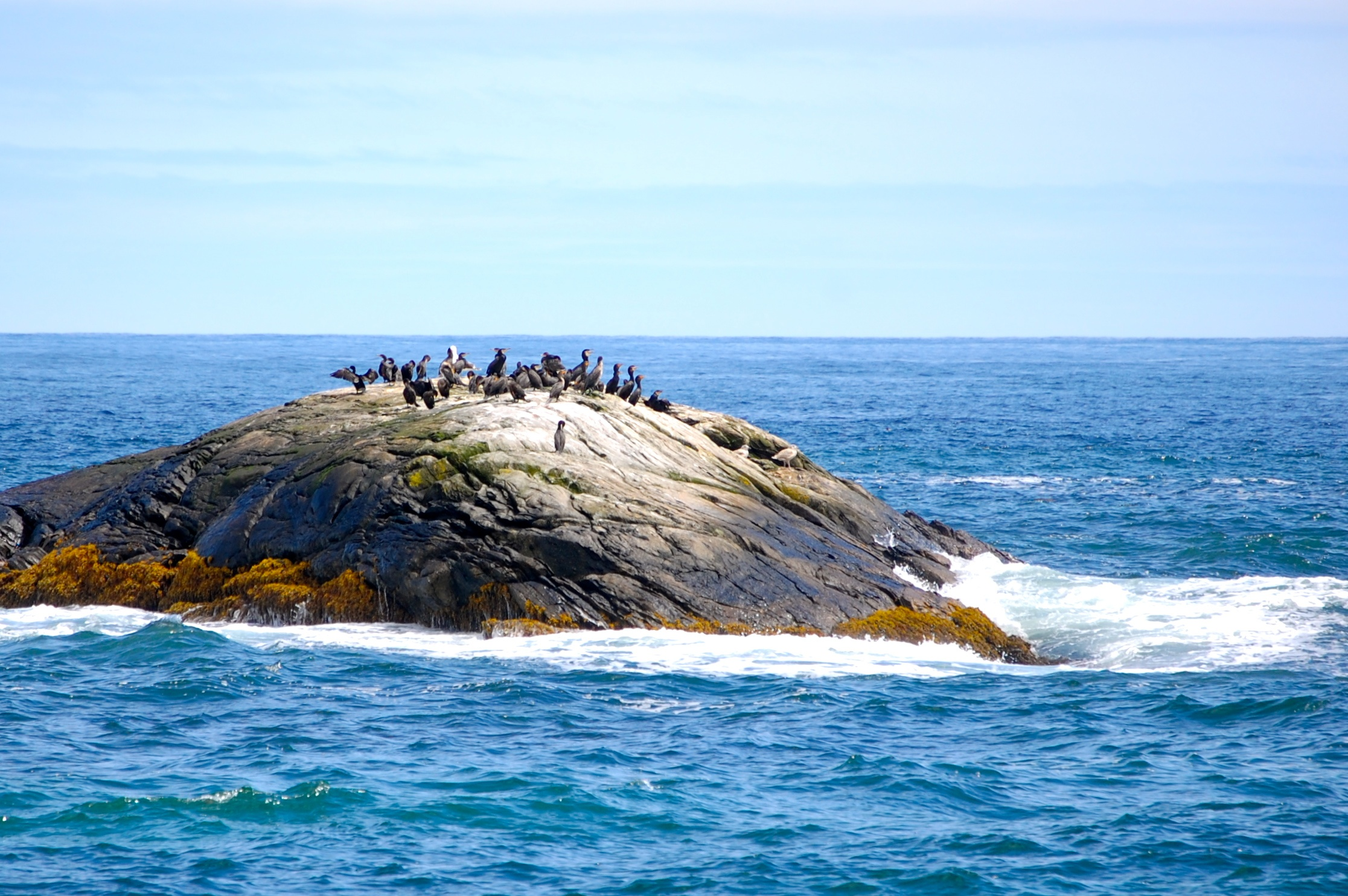
Grands cormorans sur un rocher de l'annexe côtière.

Plus de 160 espèces d'oiseaux ont été dénombrées dans la partie intérieure. L'un des oiseaux les plus observés est le plongeon huard (Gavia immer), qui regroupe environ 40 couples dans les nombreux lacs du parc. Les cours et étendues d'eau sont aussi fréquentés par le butor d'Amérique (Botaurus lentiginosus), le grand héron (Ardea herodias) et le carouge à épaulettes (Agelaius phoeniceus). Parmi les rapaces, on y rencontre la chouette rayée (Strix varia), le grand-duc d'Amérique (Bubo virginianus) et le balbuzard pêcheur (Pandion haliaetus). Les milieux forestiers sont quant à eux fréquentés par la mésange à tête noire (Poecile atricapillus), la paruline flamboyante (Setophaga ruticilla), la paruline à gorge noire (Dendroica virens), la paruline noir et blanc (Mniotilta varia), la paruline à flancs marron (Dendroica pensylvanica), la paruline à tête cendrée (Dendroica magnolia), la paruline à croupion jaune (Dendroica coronata), la paruline à collier (Parula americana), la paruline jaune (Dendroica petechia), la paruline couronnée (Seiurus aurocapilla), le pic mineur (Picoides pubescens), le grand pic (Dryocopus pileatus), le junco ardoisé (Junco hyemalis), le roitelet à couronne rubis (Regulus calendula) et le viréo aux yeux rouges (Vireo olivaceus). Les espèces considérées en péril par le COSEPAC sont l'engoulevent d'Amérique (Chordeiles minor), l'hirondelle rustique (Hirundo rustica), le martinet ramoneur (Chaetura pelagica), le moucherolle à côtés olive (Contopus cooperi), la paruline du Canada (Wilsonia canadensis) et le quiscale rouilleux (Euphagus carolinus).
L'annexe côtière est fréquentée par 160 espèces d'oiseaux. Elle est habitée en permanence par le plongeon huard, le grand cormoran (Phalacrocorax carbo), le canard noir (Anas rubripes), l'eider à duvet (Somateria mollissima), la gélinotte huppée (Bonasa umbellus), le goéland hudsonien (Larus smithsonianus) et le goéland marin (Larus marinus). Les oiseaux saisonniers sont les grèbes, le grand héron, la bernache du Canada (Branta canadensis), les harles, le balbuzard pêcheur, le busard Saint-Martin (Circus cyaneus), le bécasseau violet (Calidris maritima), le chevalier semipalmé (Tringa semipalmata), les sternes et les geais. Les forêts sont visitées par de nombreuses espèces de parulines. Le pluvier siffleur (Charadrius melodus) utilise la plage de St. Catherines River pour se reproduire. Les espèces d'oiseaux de l'annexe côtière en péril sont l'hirondelle rustique, le moucherolle à côtés olive, la paruline du Canada, le pluvier siffleur et l'arlequin plongeur (Histrionicus histrionicus).

#### Reptiles et amphibiens

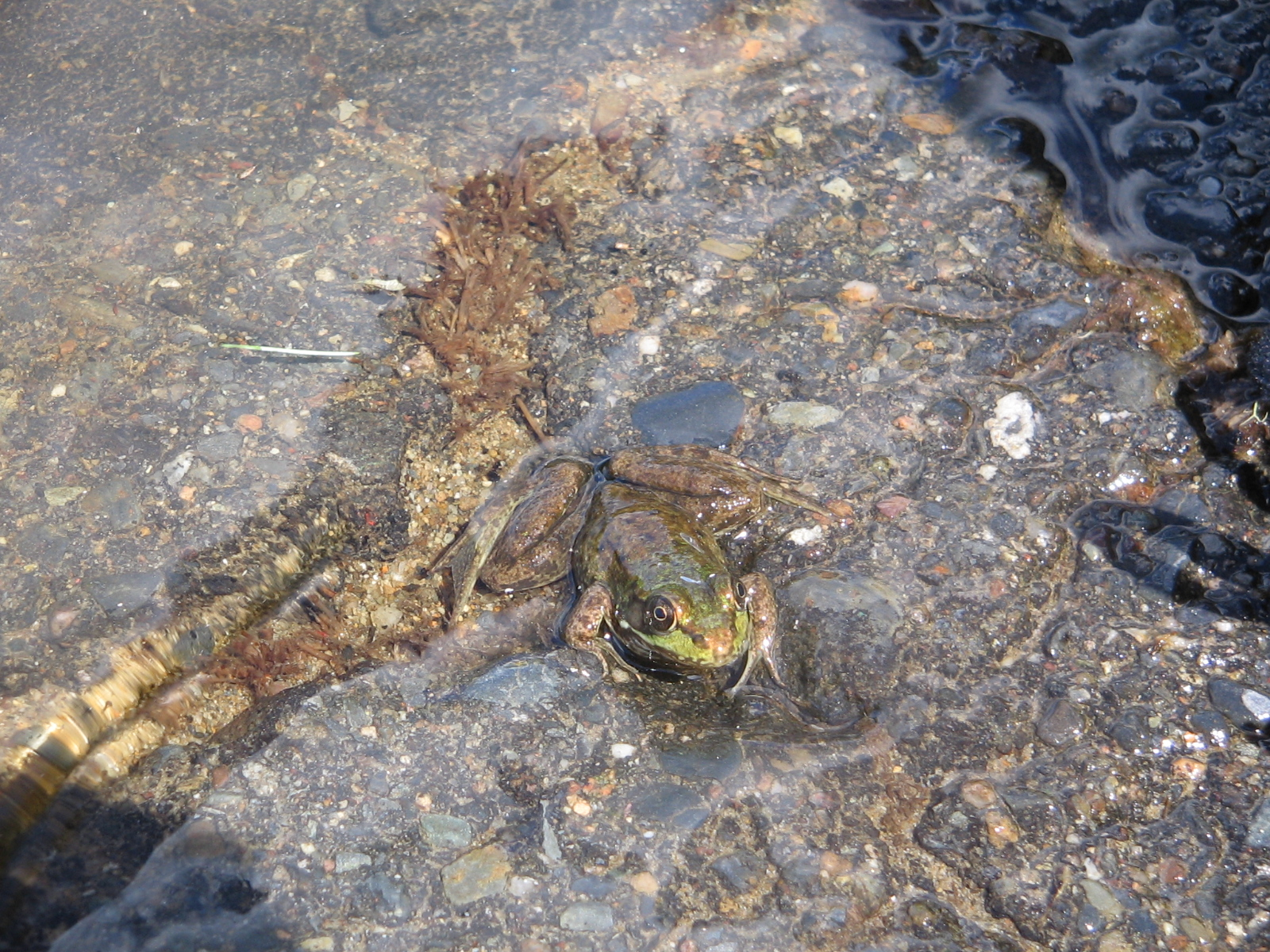
Grenouille verte dans le lac Kejimkujik

Kejimkujik est l'endroit des provinces de l'Atlantique où l'on rencontre la plus grande diversité de reptiles et d'amphibiens. Le parc comprend huit espèces de reptiles, dont trois de tortues et cinq de couleuvres. Les trois espèces de tortues sont la tortue peinte (Chrysemys picta), la tortue serpentine (Chelydra serpentina) et la tortue mouchetée (Emydoidea blandingii). Les couleuvres que l'on retrouve dans le parc sont la couleuvre rayée (Thamnophis sirtalis), la couleuvre à ventre rouge (Storeria occipitomaculata), la couleuvre à collier (Diadophis punctatus), la couleuvre verte (Opheodrys vernalis) et la couleuvre mince (Thamnophis sauritus). La tortue mouchetée, la tortue serpentine et la couleuvre mince sont considérées en péril.
Douze des treize espèces d'amphibiens de la Nouvelle-Écosse, à l'exception de la salamandre à points bleus (Ambystoma laterale), sont présentes dans le parc. Les urodèles sont représentées par la salamandre maculée (Ambystoma maculatum), le triton vert (Notophthalmus viridescens), la salamandre cendrée (Plethodon cinereus) et la salamandre à quatre orteils (Hemidactylium scutatum). Les anoures sont représentés par la rainette crucifère (Pseudacris crucifer), le ouaouaron (Lithobates catesbeianus), la grenouille verte (Lithobates clamitans), la grenouille du Nord (Lithobates septentrionalis), grenouille léopard (Lithobates pipiens), la grenouille des bois (Lithobates sylvaticus), la grenouille des marais (Lithobates palustris) et le crapaud d'Amérique (Anaxyrus americanus).
L'annexe côtière est beaucoup plus pauvre que la partie principale puisque n'y sont connues que la salamandre cendrée, le crapaud d'Amérique, la rainette crucifère, la grenouille verte, la grenouille léopard, la couleuvre verte, la couleuvre à ventre rouge et la couleuvre rayée. Aucune tortue marine n'utiliserait les plages pour la ponte.

#### Poissons
La partie intérieure est fréquentée par 15 espèces de poissons. Les espèces abondantes sont la barbotte brune (Ameiurus nebulosus), le baret (Morone americana), la perchaude (Perca flavescens), l'omble de fontaine (Salvelinus fontinalis), le méné jaune (Notemigonus crysoleucas), le mulet à cornes (Semotilus atromaculatus), le meunier noir (Catostomus commersonii), l'anguille d'Amérique (Anguilla rostrata), le fondule barré (Fundulus diaphanus) et l'épinoche à neuf épines (Pungitius pungitius).
Onze espèces de poissons ont été identifiées dans les eaux saumâtres de l'annexe côtière, soit le lançon d'Amérique (Ammodytes americanus), l'anguille d'Amérique, l'épinoche à quatre épines (Apeltes quadracus), le hareng atlantique (Clupea harengus), le choquemort (Fundulus heteroclitus), l'épinoche à trois épines (Gasterosteus aculeatus), l'épinoche tachetée (Gasterosteus wheatlandi), l'épinoche à neuf épines, le chaboisseau à dix-huit épines (Myoxocephalus octodecemspinosus), le goberge (Pollachius virens), la plie rouge (Pseudopleuronectes americanus), le syngnathe brun (Syngnathus fuscus) et le merlu argenté (Merluccius bilinearis). La situation de la population d'anguille d'Amérique est considérée comme préoccupante par le COSEPAC.

## Histoire

### Micmacs et période française

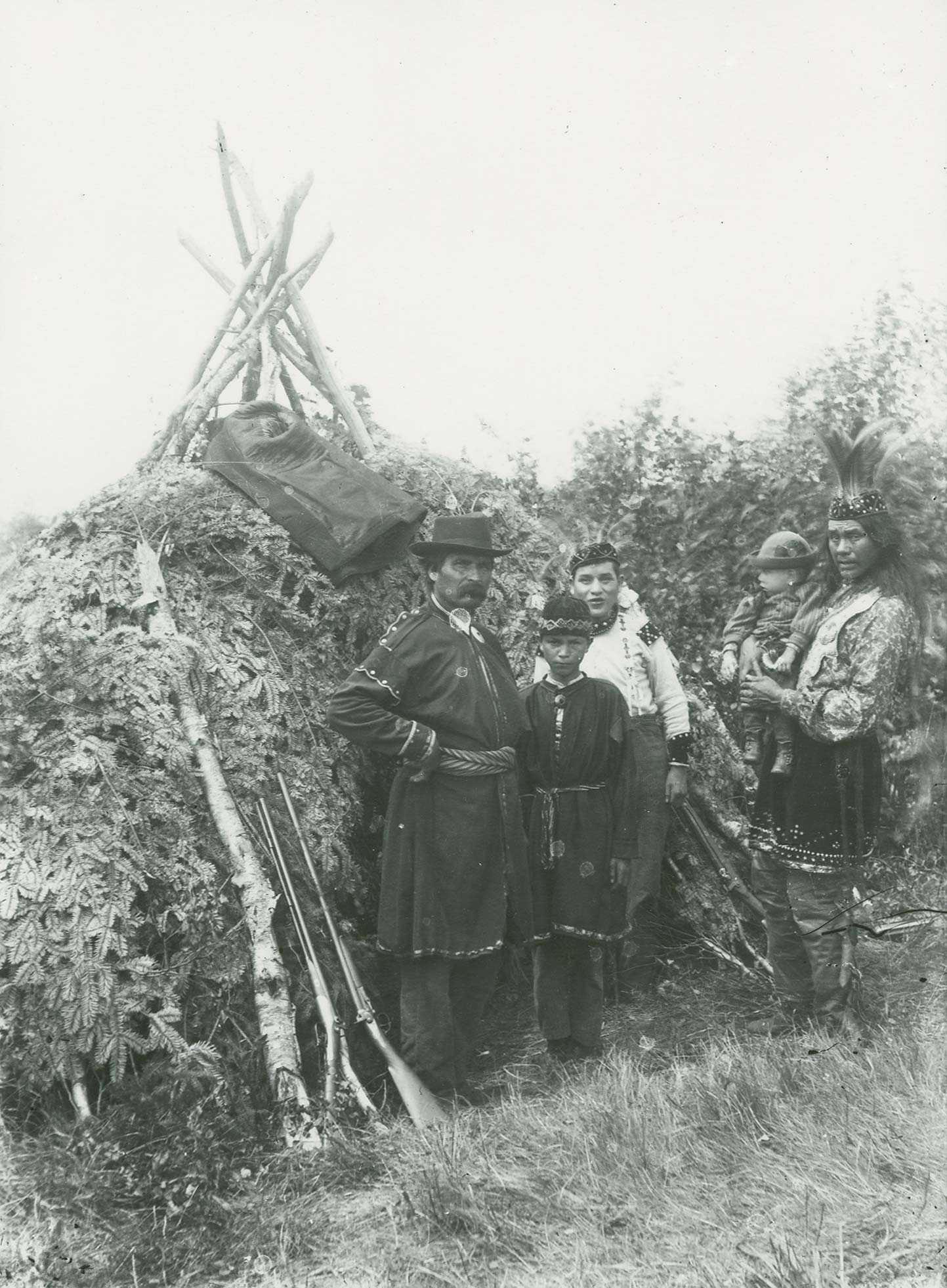
Groupe de Micmacs dans leurs habits traditionnels à la fin du XIXe siècle.

Les premières traces d'occupation humaine à Kejimkujik datent d'il y a environ 4 500 ans ; il s'agissait d'Amérindiens de la culture archaïque maritime. Ces derniers furent remplacés par des nomades de la culture sylvicole. Les Micmacs sont les descendants directs de ces derniers. On retrouve dans le parc 38 sites autochtones, quatre sites de pétroglyphes, trois sites villageois et un cimetière. Les trois sites de pétroglyphes, qui sont situés sur les rives des lacs Kejimkujik et George, comprennent 450 images représentant des animaux, des canots, des personnes, des bateaux à voile, des églises ainsi que des noms et des dates. Le territoire en lui-même faisait partie du district de Kespukwitk (« le bout de la terre »). Il s'agit de l'un des plus importants ensembles de pétroglyphes à l'est de l'Amérique du Nord. Les artéfacts tendent à révéler que les Micmacs vivaient à l’intérieur des terres durant l'automne et l'hiver et sur la côte au printemps et en été, suivant probablement la migration des anguilles. Ils utilisaient le vaste réseau de cours d'eau pour leurs déplacements. Ils chassaient le caribou, l'orignal, le castor et l'ours et pêchaient le saumon et l'anguille. Sur la côte, il y a peu d'indices de leur présence ; on croit généralement que la plupart des sites archéologiques ont été submergés par la transgression marine. Il y a quelques traces d'occupation datant de 5 000 à 2 500 ans.
La région a été partiellement désertée par les Micmacs au cours des XVIe et XVIIe siècles, ce qui correspond au contact avec les Européens. Ceci est principalement dû à la modification de leur mode de vie résultant de la traite des fourrures. Les Français installèrent des colonies à Port-Royal sur la baie de Fundy et à Port-Rossignol sur la côte Atlantique. Le premier passage d'un Européen dans la région eut lieu en 1686 par l'intendant Jacques de Meulles qui traversa la péninsule entre ces deux communautés en canot avec l'aide de guides Micmacs par leurs routes traditionnelles. L'Acadie péninsulaire fut définitivement cédée à la Grande-Bretagne en 1713 et les Acadiens furent expulsés de cette dernière lors de la déportation des Acadiens de 1755, bien que quelques-uns aient pu échapper à cette expulsion en se cachant dans des bois, aidés des Micmacs.

### Colonisation
Le premier colon européen à s’installer fut William Burke, localement célèbre pour son amitié avec le chef micmac Joseph Gloade ; il défricha une terre en 1799 à South Brookfield dans le nord du comté de Queens. Il faudra cependant attendre la fin des guerres napoléoniennes pour que la région soit réellement colonisée. L'agriculture fut plus prospère à l'intérieur des terres que sur la côte. Le territoire du parc a contenu cinq fermes dans son extrémité est, qui étaient construites sur les drumlins, au sol riche et profond. Les agriculteurs passaient l'été dans leurs fermes et l'hiver à l'exploitation forestière. Cette exploitation intensive alimentait les scieries de Liverpool et de Port Medway. La quasi-totalité des forêts ont au moins été récoltées une fois, ce qui fait qu'il y a peu de forêts « vierges » à Kejimkujik. La région connut une petite ruée vers l'or en 1885 et 1905, à la suite de la découverte du métal jaune par James et Hugh McGuire au sud-est de Caledonia. Trois mines ont été exploitées dans le parc. Les mines étaient peu rentables et la dernière a fermé en 1905.

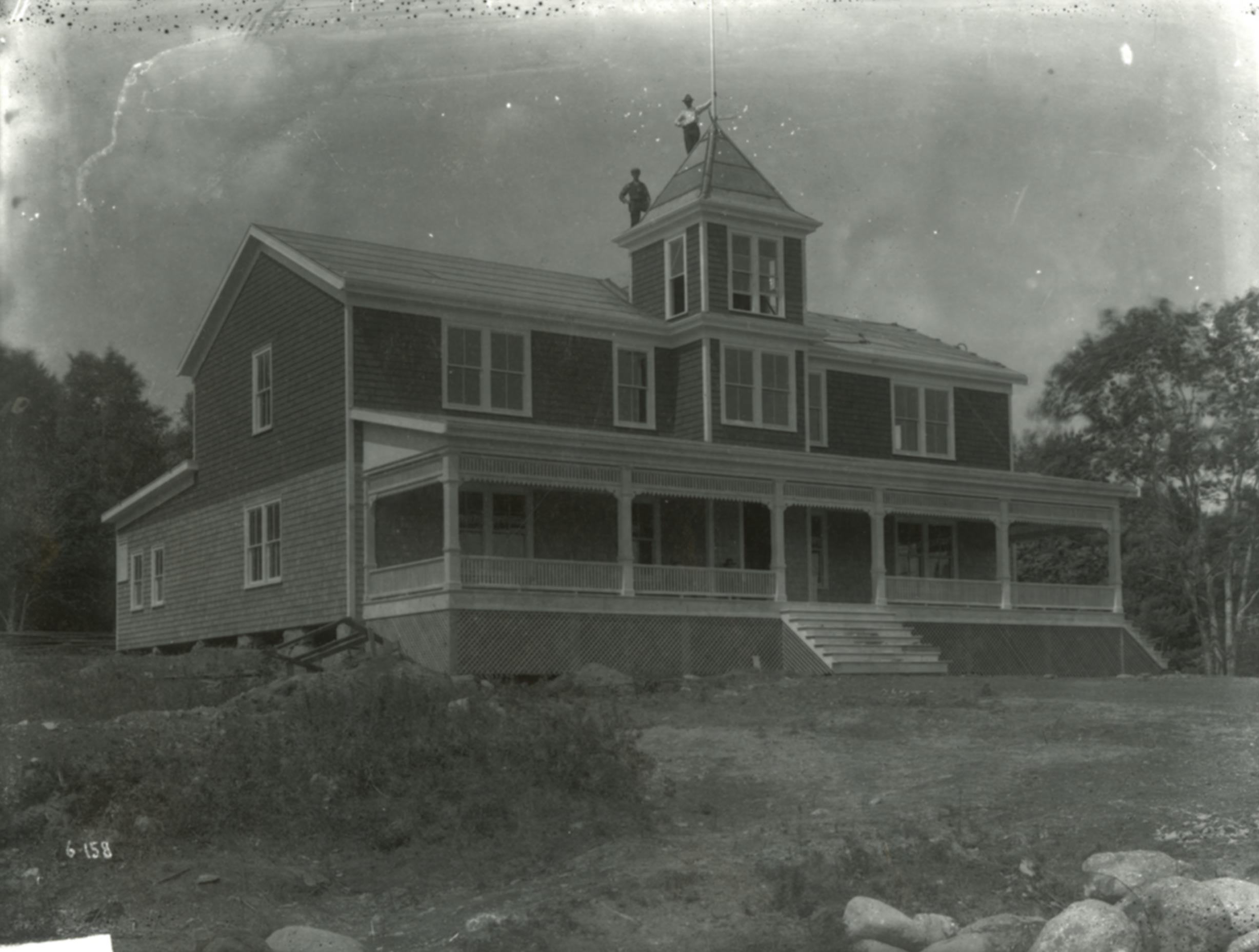
Kedgemakooge Lodge en 1910

En 1842, 11 familles micmaques demandèrent au commissaire des Indiens de la province, Joseph Howe, de leur concéder des terres autour du lac Kejimkujik dans le but d'y pratiquer l'agriculture. Ce dernier accéda à leurs demandes, créant ainsi la réserve de Fairy Lake. Les Micmacs acquirent à la même époque une renommée en tant que guides pour la chasse et la pêche, qu'ils conserveront jusqu'à la création du parc. L'expérience agricole de Fairy Lake fut plus ou moins un échec et la pression des clubs de chasse et pêche fit en sorte que le gouvernement fédéral abolît simplement la réserve en 1918.

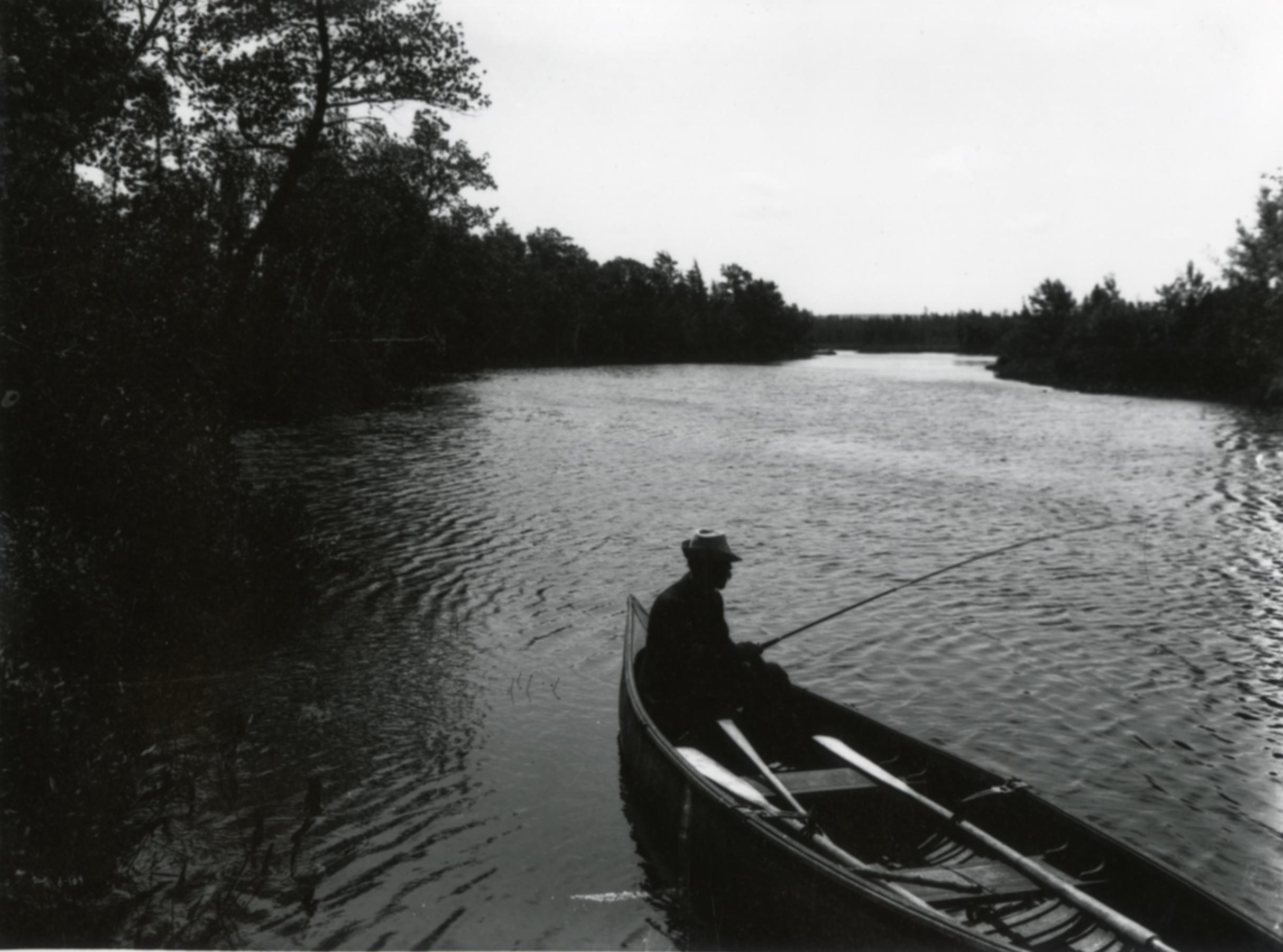
Pêcheur sur la rivière West en 1919.

C'est en 1908 que Clarence « Will » Mills d'Annapolis Royal créa le Kedgemakooge Rod and Club, un club privé de chasse et pêche. Il signa en 1908 un bail de 25 ans au ministère des Affaires indiennes, à l'intérieur de la réserve de Fairy Lake, qui avait été abandonnée partiellement par les Micmacs. Il fit construire sur la pointe Jim Charles le Kedgemakooge Lodge en 1909 avec plusieurs chalets. Il n'était accessible qu'à partir de Jake's Landing par bateau. Un éclair suivi d'un incendie détruisit le Kedgemakooge Lodge en 1915. Le bâtiment n'était que partiellement assuré, de sorte que Will Mills dut le reconstruire sous une forme plus modeste. Mills ne fut pas le seul à offrir de l'hébergement, Minards Cabins construisit lui aussi des chalets sur la baie Fairy du lac Kejimkujik en 1908. Ils avaient un prix plus compétitif que ceux de Kedgemakooge. Le prix pour la nuit durant ces années y était de 2,5 $ CA par rapport à 4 $ pour une nuit au Kedgemakooge. Minards Cabins ont été achetés par la famille Merry en 1944 qui ont renommé le domaine Merrymakedge Cabins. Lors de l'inventaire suivant la création du parc, il y avait 74 chalets et bâtiments associés dans l'aire.

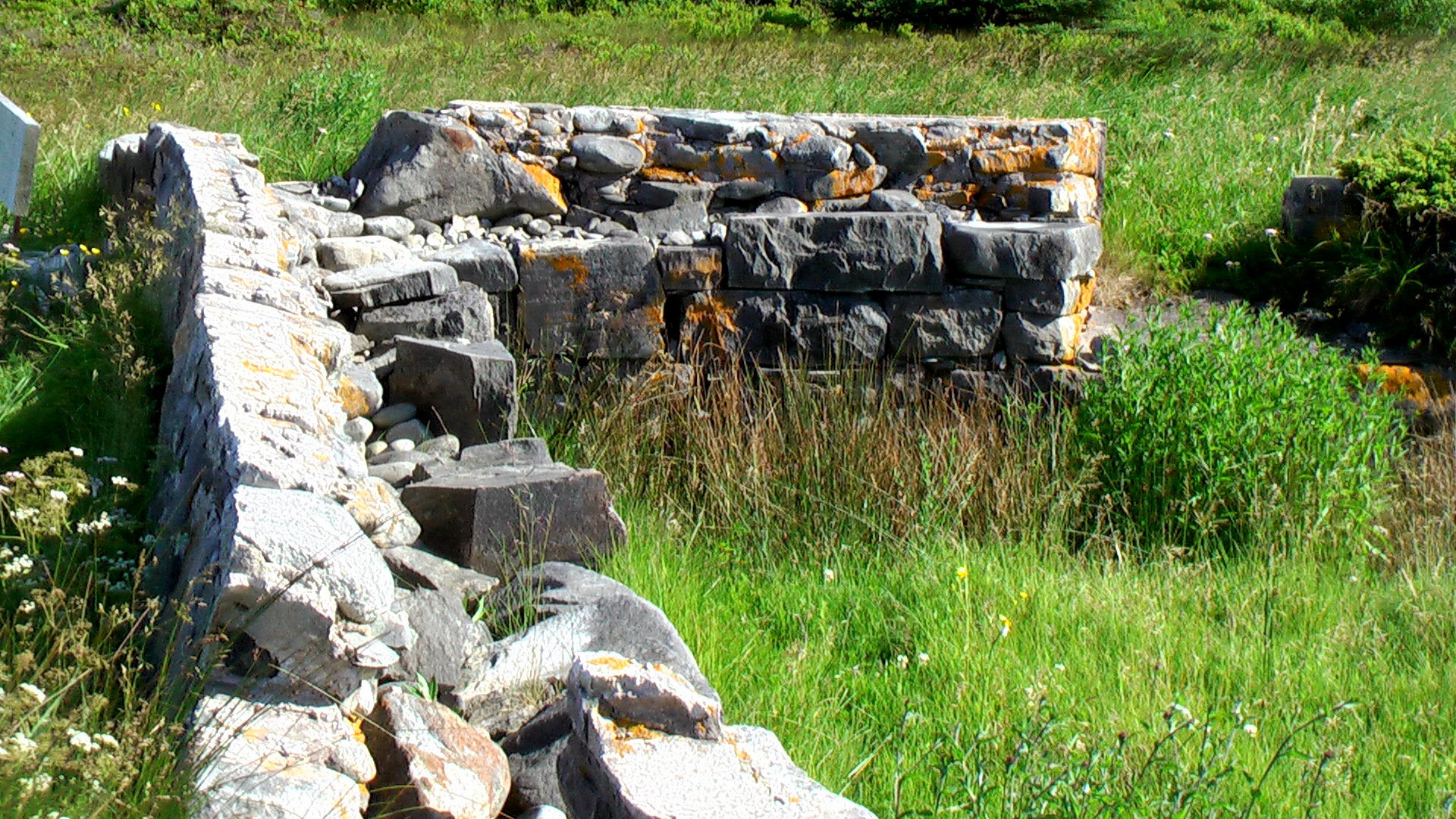
Ruines sur le sentier du Cap du Port Joli.

Les premiers vestiges de l'occupation de l'annexe côtière datent de la fin du XVIIIe siècle avec l'arrivée des loyalistes. Les colons tentèrent, malgré la pauvreté des sols, une agriculture de subsistance. En 1887, William A. Kinney acheta 809 ha de terre. Ce fut le début de l'achat de la totalité des terres de l'annexe côtière. À son apogée, cette ferme avait en sa possession plus de mille moutons, des maisons, des étables et plusieurs autres bâtiments de ferme. La famille Kinney connut cependant des revers financiers et perdit sa terre en 1925 pour non-paiement de taxe foncière. À la suite de plusieurs changements de propriétaires, ces terres ont été acquises par le gouvernement de la Nouvelle-Écosse en 1974.

### Création du parc
C'est en 1962 que la province et le gouvernement fédéral s'entendent pour la création d'un second parc national en Nouvelle-Écosse. Trois sites sont proposés, soient le cap Blomidon sur le bassin des Mines, la péninsule Aspotogan à l'ouest d'Halifax et le lac Kejimkujik. Une étude comparative des trois sites favorise le site du lac Kejimkujik. La province commence l'acquisition des terres privées en août 1964. En août 1967, la Nouvelle-Écosse et le gouvernement du Canada signent une entente fédéral-provincial transférant les terres pour les fins de création d'un parc national. Le parc connait une phase de développement qui voit entre autres la construction du camping de la baie Jeremy en 1967 et les bureaux de l'administration en 1969. Les chalets et le Kedgemakooge Lodge furent démolis ou brulés en 1968, principalement parce qu'ils ne correspondaient plus au critère de naturalité de l'époque. Le parc fut inauguré le 9 août 1969 en présence du ministre Jean Chrétien. Il faudra cependant attendre en 1974 pour que le parc soit officiellement créé. L'annexe côtière a été acquise par le gouvernement fédéral en 1985. Elle a été intégrée au parc en 1988.
La partie intérieure du parc a été désignée lieu historique national le 24 novembre 1994 pour sa valeur en tant que paysage culturel commémorant l'occupation passée des Micmacs à cet endroit. Le parc a été inclus avec l'aire sauvage Tobeatic et la réserve naturelle de Sporting Lake dans l'aire centrale de la réserve de biosphère de Southwest Nova, désignée en septembre 2001 par l'UNESCO. Il a aussi été désigné réserve de ciel étoilé 3 juillet 2010 par la Société royale d'astronomie du Canada.

## Tourisme et administration
Le parc est administré à même le parc par Parcs Canada, une agence du ministère de l'Environnement du Canada. Pour l'année financière 2011-2012, l'agence dispose d'un budget de 696 millions de dollars pour gérer 42 parcs nationaux, 956 lieux historiques nationaux — dont 167 gérés directement par l'agence — et quatre aires marines nationales de conservation.

### Fréquentation
Le parc a reçu pour l'année 2010–2011 39 755 visiteurs pour la partie intérieure et 13 769 visiteurs pour l'annexe côtière, soit un total de 53 524 visiteurs. En comptant les parcs nationaux et lieux historiques nationaux de la province, le parc est le 6e en termes de fréquentation. En ce qui concerne l'origine des visiteurs du parc, 68 % proviennent de la Nouvelle-Écosse, 10 % des autres provinces canadiennes, 9 % des États-Unis et 15 % des autres pays. Les touristes passent en moyenne 3,09 jours dans le parc et 63 % des visiteurs sont hébergés à l'intérieur du parc. Bien que le parc soit considéré comme un paysage culturel micmac important, seuls 3 % de ses visiteurs sont Micmacs.
L’annexe côtière est quant à elle visitée par seulement 30 % de Néo-écossais et par une part égale de visiteurs provenant des États-Unis, du reste du Canada et des autres pays. Environ 65 % des visiteurs fréquentent les deux secteurs.

### Infrastructure

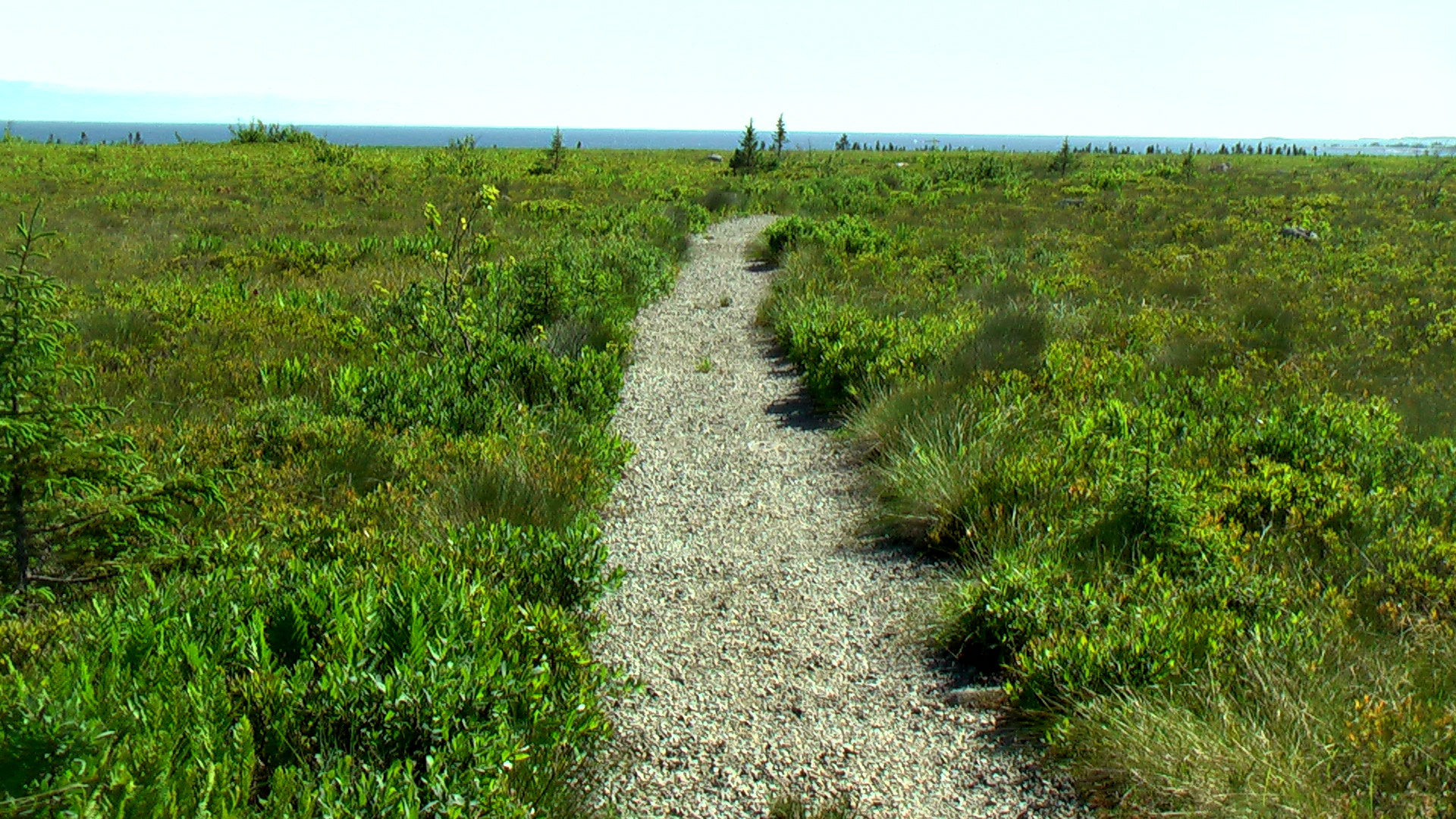
Sentier du Cap du Port Joli

La partie intérieure du parc est accessible à partir de la route 8 qui relie le parc à Annapolis Royal et Liverpool. L'annexe côtière est quant à elle accessible par l'autoroute 103 via le chemin qui se rend à St. Catherines River à partir de Port Joli.
Le parc possède un seul terrain de camping, le camping de la baie Jeremy, qui offre 359 emplacements. L'arrière pays est aussi bien pourvu avec ses 46 emplacements de camping rustique. L'annexe côtière ne possède aucune infrastructure d'hébergement, mais le parc provincial Thomas Raddall n'est situé qu'à quelques kilomètres à l'ouest de celle-ci.
Le parc possède plus de 100 km de sentiers de randonnée pédestre, dont deux sentiers de longue randonnée de 60,4 et de 24 km qui parcourent l'arrière pays. Il est aussi possible d'y pratiquer le cyclisme, le canoë-kayak, le canot-camping, l'observation ornithologique, l'observation astronomique, la pêche sportive, le pique-nique et la baignade sur plage. L'hiver, il est possible de faire de la raquette et du ski de fond.

## Culture populaire
Le récit de voyage The Tent Dwellers d'Albert Paine (en) (mieux connu comme le biographe de Mark Twain), publié à New York en 1908, raconte son voyage dans la région accompagné de son ami Eddie et de ses guides « Del the Stout » et de « Charles the Strong ». Il témoigne de son accès à la région en train, en bateau à vapeur et en chariot ainsi que son voyage de deux semaines en canot dans la nature sauvage. Son trajet, qui passe à travers le parc national et l'aire sauvage Tobeatic, est toujours publicisé. Un festival a été organisé en 2011 sous le thème du récit.

## Panorama

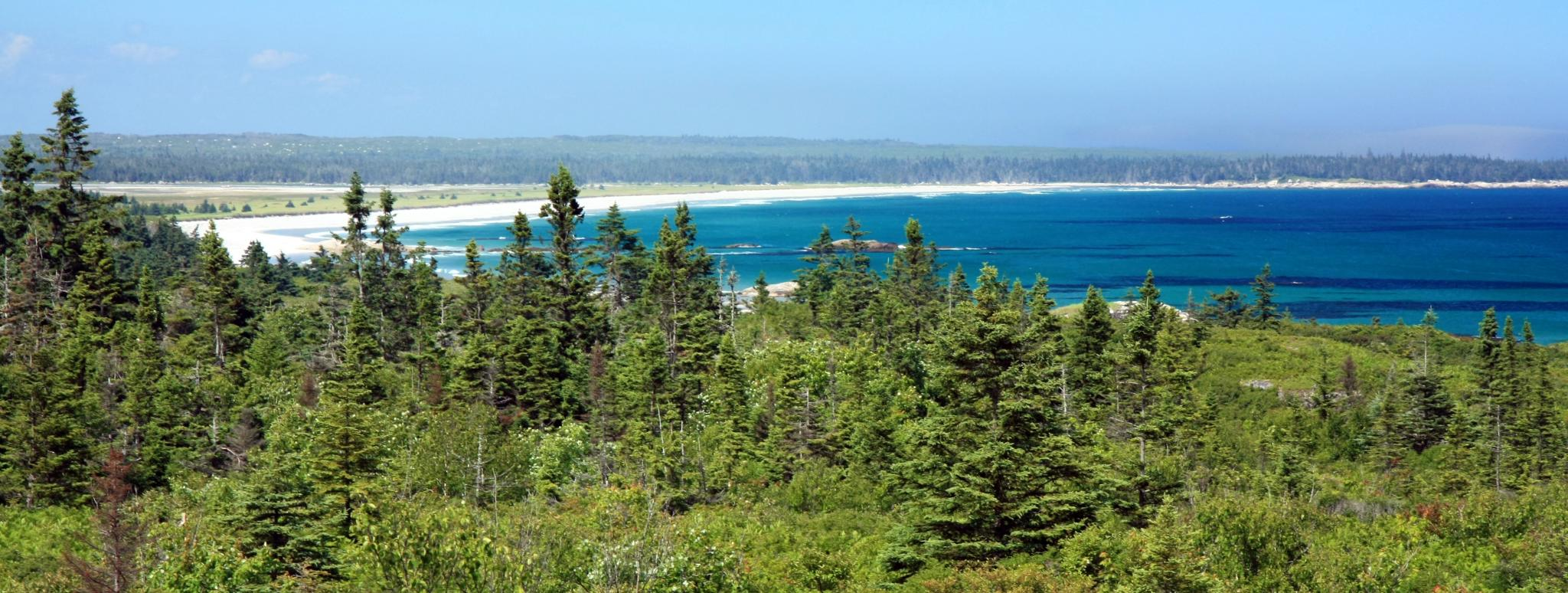
Vue de l'annexe côtière.

## Honneur
L'astéroïde (497593) Kejimkujik porte son nom.